# Gârbovița
Gârbovița (en húngaro: Középorbó, en alemán: Kleinurbau) es un pueblo del municipio de Aiud, en el transilvano distrito de Alba de Rumanía. Tenía 124 habitantes en 2011.

## Geografía
La localidad se halla a orillas del Gârbova, afluente del Mureș, en su curso medio.

## Historia
Középorbó, Orbó, las formas húngaras del nombre, se mencionan por primera vez en 1505 en un diploma como Középorbo. Variantes posteriores: Girbovicza en 1733, Gerboviza en 1750, Orbó entre 1760 y 1762, Orbó (Kis-, Közép-) en 1808, Klein-Orbau, Girbová de minslok/Girbovicz de minslok, en 1861 Közép-Orbó, en 1888 Közép-Orb (Girbovitza), en 1913 Középorbó.
Según la documentación fue el último de los tres pueblos del Gârbova, Gârbova de Sus, Gârbovița y Gârbova de Jos, en ser fundado. Antes del Tratado de Trianón, pertenecía al distrito de Nagyenyedi del condado de Alsó-Fehér.
En 1910 tenía 433 habitantes rumanos. De estos, 430 eran católicos griegos.

## Patrimonio
- Iglesia católica griega de la Natividad de la Virgen María, un monumento del siglo XIV (con adiciones del siglo XVII).[5]

## Galería

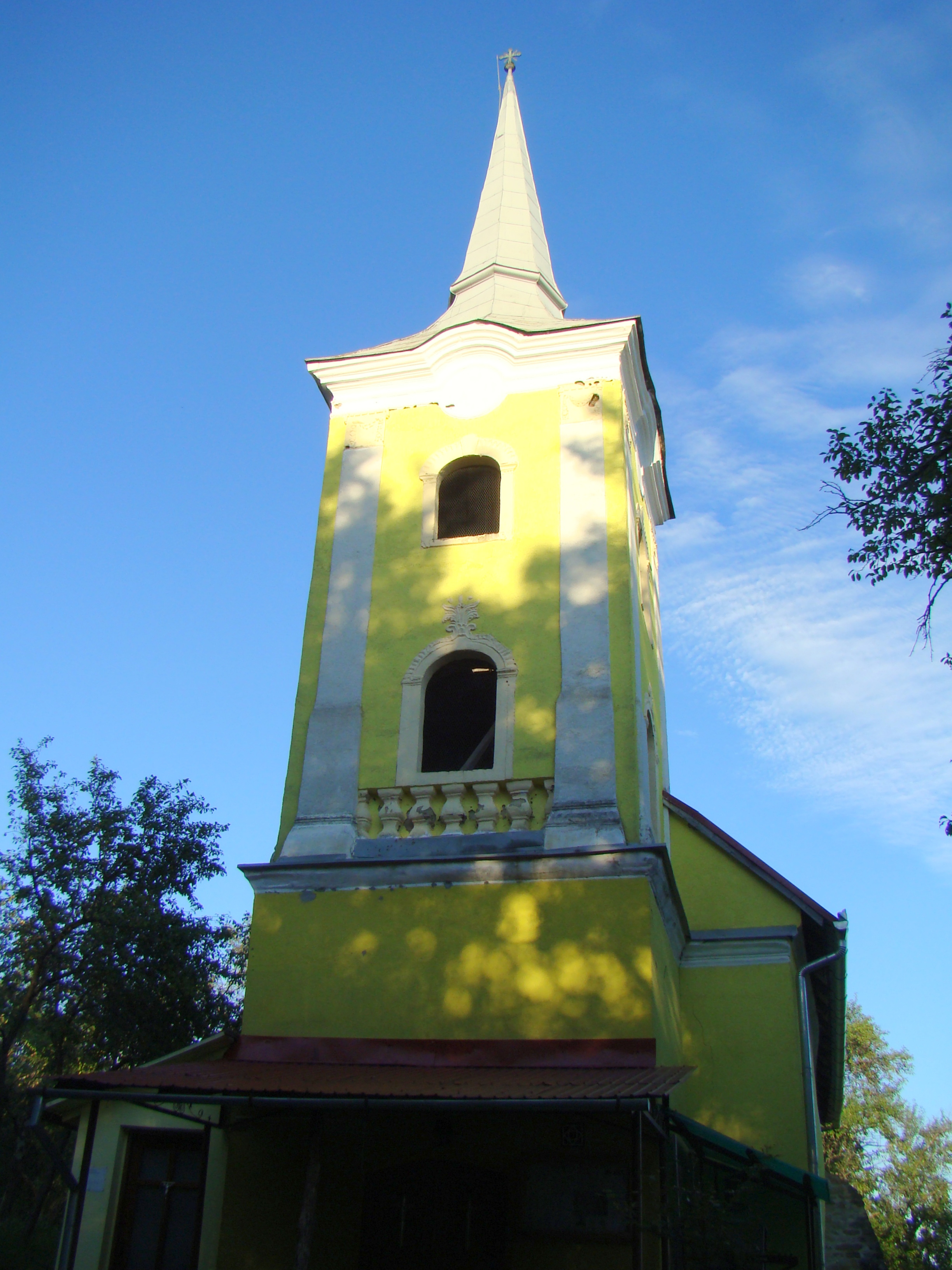
Iglesia católica griega de la Natividad de la Virgen María (siglo XIV).
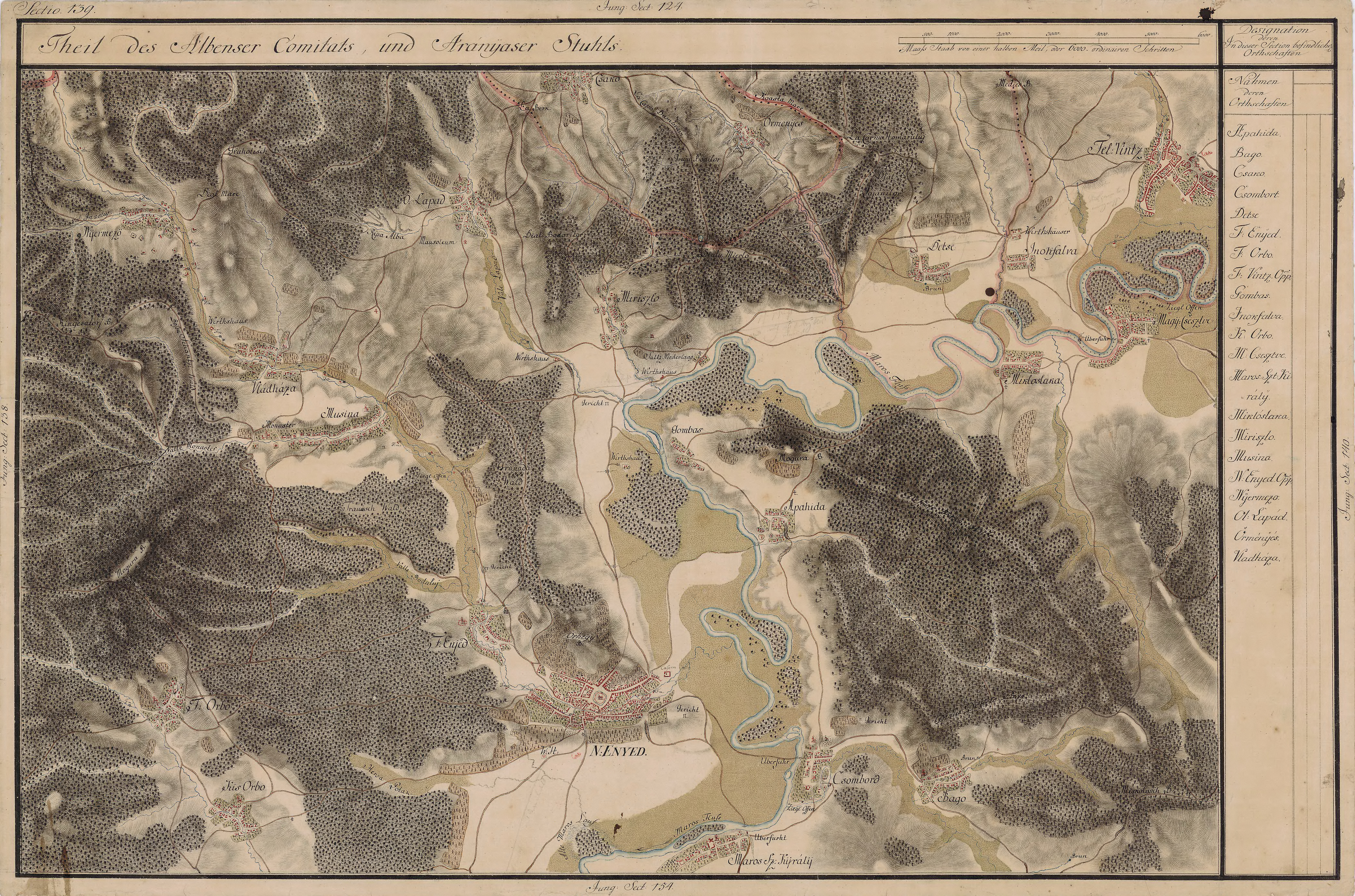
En el Josephinische Landaufnahme (1769-1773), aparece como Kis Orbo.